# Альтшулер, Модест Исаакович
Моде́ст Исаа́кович Альтшу́лер (настоящее имя Моисе́й; 15 февраля 1873, Могилёв — 12 сентября 1963, Лос-Анджелес) — российско-американский виолончелист и дирижёр.

## Биография
Родители — Ицка Залманович Альтшуллер и Бася-Тема Залмановна Слуцкин. Окончил Московскую консерваторию (1894) как виолончелист по классу Альфреда Глена.
В 1892 году был одним из учредителей Московского трио.
С 1896 года жил и работал в США. Как виолончелист выступал в составе струнного квартета Бернарда Синсхеймера, который впервые в США исполнил ряд произведений Антона Аренского, Сергея Танеева, Михаила Ипполитова-Иванова, а также Эрманно Вольфа-Феррари.
В 1904 году основал в Нью-Йорке Оркестр Русского симфонического общества, просуществовавший до 1922 года и внёсший значительный вклад в пропаганду русской музыки: оркестр под управлением Альтшулера впервые в США исполнил многие сочинения Александра Скрябина — в частности, 20 мая 1915 в нью-йоркском Карнеги-Холле впервые прозвучала симфоническая поэма «Прометей» с полностью реализованной партией светомузыки; среди других американских премьер оркестра, в частности, Первый фортепианный концерт Сергея Прокофьева. В дальнейшем жил в Калифорнии, спорадически работал в Голливуде как композитор, аранжировщик и дирижёр. Опубликовал книгу мемуаров (1956).
К родственникам Альтшулера принадлежат виолончелистка Элинор Аллер (его внучатая племянница) и её сын, знаменитый дирижёр Леонард Слаткин.